# Catoptyx bowringii
Catoptyx bowringii is een keversoort uit de familie molmkogeltjes (Corylophidae). De wetenschappelijke naam van de soort werd in 1887 gepubliceerd door Andrew Matthews.